# Acoustic Alchemy
Acoustic alchemy é uma banda instrumental de jazz contemporâneo formada na Inglaterra no início de 1981.

## Primeiros anos
Durante o ano de 1980, houve uma pequena audiência para essa forma de música no Reino Unido e os grandes músicos do gênero eram todos americanos. O som pioneiro de dois violões duelando com Simon James no violão de nylon e Nick Webb no violão de aço - deu um certo toque de requinte ao gênero, muitas vezes acompanhados com percussão e um contrabaixo. Ocasionalmente acompanhados pelo quarteto de cordas The Violettes. Em meados da década de 1980 James deixou a banda e na década de 1990 ele viria a formar Kymaera, um grupo semelhante, só que mais orientado para a América. Em 1985, Webb descobriu Greg Carmichael, um guitarrista londrino que veio a se tornar o sucessor de James.
A nova dupla trabalhava como banda de bordo no voos da Virgin Atlantic voando de e para os Estados Unidos. Seis semanas após o envio do demo para MCA, a banda foi chamada para gravar o seu primeiro álbum. A dupla tinha literalmente tocado para a América, e em 1987 lançaram o álbum de estreia, Red Dust and Spanish Lace. O projeto uniu forças com músicos do mesmo gênero entre eles Mario Argandoña na percussão e Bert Smaak na bateria. O álbum foi o primeiro de muitos gravados no Hansa Haus Studios, em Bona na Alemanha. Foi nesse local que eles conheceram o engenheiro Klaus Genuit que já trabalhou em muitos álbuns da banda.

## Atualmente
Atualmente, o grupo é composto por novos instrumentistas, dentre eles Greg Carmichael e Miles Gilderdale, passando a ser acompanhados por uma banda com Bateria, Guitarra, Baixo, Teclado e Sax.

## Discografia
- 1987 - Red Dust and Spanish Lace
- 1988 - Natural Elements
- 1989 - Blue Chip
- 1990 - Reference Point
- 1991 - Back On The Case
- 1992 - Early Alchemy
- 1993 - The New Edge
- 1994 - Against The Grain
- 1996 - Arcanum
- 1998 - Positive Thinking...
- 2000 - The Beautiful Game
- 2001 - AArt
- 2002 - The Very Best of Acoustic Alchemy
- 2003 - Sounds of St. Lucia: Live
- 2003 - Radio Contact
- 2005 - American/English
- 2007 - This Way
- 2011 - Roseland